# Stoneville
Stoneville és una població dels Estats Units a l'estat de Carolina del Nord. Segons el cens del 2000 tenia 1.002 habitants.

## Demografia
Segons el cens del 2000, Stoneville tenia 1.002 habitants, 469 habitatges i 292 famílies. La densitat de població era de 317,1 habitants per km².
Dels 469 habitatges en un 20,7% hi vivien nens de menys de 18 anys, en un 47,3% hi vivien parelles casades, en un 11,9% dones solteres, i en un 37,7% no eren unitats familiars. En el 35,2% dels habitatges hi vivien persones soles el 20% de les quals corresponia a persones de 65 anys o més que vivien soles. El nombre mitjà de persones vivint en cada habitatge era de 2,13 i el nombre mitjà de persones que vivien en cada família era de 2,73.
Per edats la població es repartia de la següent manera: un 20% tenia menys de 18 anys, un 5,8% entre 18 i 24, un 24,8% entre 25 i 44, un 25,9% de 45 a 60 i un 23,6% 65 anys o més.
L'edat mediana era de 45 anys. Per cada 100 dones de 18 o més anys hi havia 79 homes.
La renda mediana per habitatge era de 28.313 $ i la renda mediana per família de 39.375 $. Els homes tenien una renda mediana de 26.167 $ mentre que les dones 21.354 $. La renda per capita de la població era de 17.255 $. Entorn del 8,2% de les famílies i el 12,7% de la població estaven per davall del llindar de pobresa.

## Poblacions més properes
El següent diagrama mostra les poblacions més properes.